# 地豆镇
地豆镇，是中华人民共和国广东省肇庆市四会市下辖的一个乡镇级行政单位。

## 行政区划
地豆镇下辖以下地区：
地豆社区、下街村、狮岭村、地豆村、东平村、连平村、赤草崀村、水车村、邓寨村、塔崀村、大东村、大布洞村和三桂村。